# Andrea Lieberknecht
Andrea Lieberknecht (* 1965 in Augsburg) ist eine deutsche Flötistin, Professorin und Jurymitglied in internationalen Flötenwettbewerben.

## Leben und Wirken

### Berufliche Laufbahn
Andrea Lieberknecht studierte Musik an der Musikhochschule München bei Paul Meisen. Schon bevor sie ihr Studium beendete, wurde sie 1988 Soloflötistin im Münchner Rundfunkorchester. Von dort zog sie 1991 nach Köln, wo sie von 1991 bis 2002 die Soloflötenposition im Sinfonieorchester des Westdeutschen Rundfunks Köln übernahm. Daneben war sie von 1993 bis 1996 auch als Soloflötistin der Bayreuther Richard-Wagner-Festspiele tätig. Zur gleichen Zeit unterrichtete sie an den Musikhochschulen Köln und Hannover.
2002 entschied sich Andrea Lieberknecht dazu, ihre Erfahrungen an junge Flötisten weiterzugeben und gab ihr aktives Orchesterleben auf. Sie wurde als Professorin an die Hochschule für Musik und Theater in Hannover berufen. Neun Jahre später wechselte sie an die Hochschule für Musik und Theater in München. Zusätzlich gibt sie regelmäßig Meisterkurse in Europa, Asien und Australien und ist Dozentin an der Villa Musica. 2009 bis 2010 war sie Gastprofessorin an der Norwegischen Musikhochschule in Oslo. Andrea Lieberknecht realisierte zahlreiche CD-Aufnahmen mit Solo- und Kammermusik und Aufnahmen bei Rundfunkanstalten Deutschlands. Des Weiteren wird sie regelmäßig als Jurymitglied in  internationale Flötenwettbewerbe berufen.

### Auftritte
Andrea Lieberknecht führt ein Konzertleben mit Recitals, Solokonzerte und Kammermusikauftritte mit  Musikern und Ensembles rund um die Welt. Sie war zu Gast bei deutschen Musikfestivals wie z. B. Bachwoche Ansbach, Rheingaufestival, Schleswig-Holstein-Festival, „Spannungen: Musik im Kraftwerk Heimbach“ und Festivals in Japan und Slowenien. Vom Ensemble Sabine Meyer wurde sie für Konzerte in Deutschland, wie die Niedersächsischen Musiktagen, in der Schweiz beim Lucerne Festival, in Österreich bei der Schubertiade Vorarlberg und in Rumänien beim International Georges Enescu Festival von Bukarest eingeladen. In Deutschland spielte sie Flötenkonzerte mit dem Kölner Rundfunksinfonieorchester, den Münchner Symphonikern, den Kieler Philharmonikern, der Staatsphilharmonie Rheinland-Pfalz, den Augsburger Philharmonikern und verschiedenen Kammerorchestern.

### Würdigungen
Für ihre musikalischen Tätigkeiten wurde Lieberknecht ausgezeichnet. Als Solistin, Mitglied des Arcis Quintetts und im Duo mit ihrem Klavierpartner Jan Philip Schulze gewann sie nationale und internationale Musikwettbewerbe, unter anderem 1991 den Internationalen Musikwettbewerb „Prager Frühling“, 1993 den Internationalen Kobe-Wettbewerb in Japan, 1996 den Deutschen Musikwettbewerb, den ARD-Wettbewerb und den Internationalen Kammermusikwettbewerb in Colmar, Trapani und Belgrad.

## Diskografie
- Flötenmusik der Romantik (Franz Schubert, Carl Reinecke, u. a.)
- Spannung – Musik im Kraftwerk Heimback (Camille Saint-Saëns, August Klughardt, u. a.)
- Spannung – Musik im Kraftwerk Heimback (Louis Spohr, Jacques Ibert, u. a.)
- Spannung – Musik im Kraftwerk Heimback (Antonín Dvořák, Robert Schumann, u. a.)
- Spannung – Musik im Kraftwerk Heimback (Camille Saint-Saëns, Jean Françaix, u. a.)
- Works for Flute and Guitar (Mauro Giuliani)
- Works for Flute and Guitar - Serenade to the dawn (Mario Castelnuovo-Tedesco, Hans Haug, u. a.)
- Flute Concerto (Siegfried Wagner)
- Flute Concerto (Harald Genzmer)
- Amédée Rasetti: Trios op. 13 für Klavier, Flöte und Fagott
- Französische Duette für Flöte und Fagott (Eugène Bozza, Théodore Dubois, u. a.)
- Richard Strauss - Sabine-Meyer -Ensemble: Serenade und 2. Sonatine Fröhliche Werkstatt für Bläser
- Die Klavierkonzerte Nr. 24 und 25 (arr.) (Wolfgang Amadeus Mozart, Johann Nepomuk Hummel)
- Werke für Flöte, Obe, Fagott und Klavier (Harald Genzmer)
- Andrea Lieberknecht und Hariolf Schlichtig: Henri Marteau, Partita für Flöte und Viola op. 42/1
- Arcis Quintett (Barber, Danzi, u. a.)
- Arcis Quintett (Haydn, Reicha, u. a.)
- Arcis Quintett (Wolfgang Amadeus Mozart)
- Arcis Quintett, Jan Philip Schulze (Francis Poulenc), Jean Françaix, u. a.)
- Barock (Georg Philipp Telemann), Johann Sebastian Bach, u. a.)
- Rêverie - mit Stefan Palm, Orgel (Max Reger), Edvard Grieg, u. a.)
- Quintett for flute and strings - Consortium Classicum (Anton Reicha)
- Concertos and Chamber Music - Consortium Classicum (Carl Heinrich Graun)
- Filippo Gragnani - Consortium Classicum (Kammermusik)[6]